# Jakob Streit
Jakob Streit (Spiez, Bern kanton, 1910. szeptember 23. – Spiez, 2009. május 15.) svájci tanár, író, antropozófus.

## Élete
Órásmester családba született, ahol öt lánytestvére volt.
Tanulmányai után elvégezte a berni tanítóképzőt, majd a bönigeni népiskolában tanított.
Az 1940-es évektől jelentek meg könyvei, ezek közül oktatási könyveihez Rudolf Steiner pedagógiájából merített.
1947 és 1952 között színházi rendezést is vállalt a svájci Interlakenben (Wilhelm Tell Spiel), illetve 1958 és 1967 között Spiezben (Schloss Spiez).
De rendezett operaelőadásokat is, kórusokat vezényelt, zongorán és orgonán játszik.
Kulturális és pedagógiai témájú előadásainak egy töredéke Magyarországon is hallgatható volt.
Műveit 12 nyelvre fordították le.

## Művei

### Gyermek- és ifjúsági könyvek
- Beatuslegenden. Troxler, Bern, 1940
- Kindheitslegenden. Troxler, Bern, 1941

Karácsonyi legendák (Ita Wegman Alapítvány, 2003)
- Tiergeschichten. Atlantis, Zürich, 1941

Állattörténetek (Ita Wegman Alapítvány, 1998)
- Das Bienenbuch. Atlantis, Zürich, 1944
- Dreikönigsbuch. Troxler, Bern, 1951
- Bergblumenmärchen. Atlantis, Zürich, 1954
- Kleine Schöpfungsgeschichte. Novalis, Freiburg im Breisgau, 1956
- Die Söhne Kains. Novalis, Freiburg im Breisgau, 1959
- Die schöne Magelone. Schweizerisches Jugendschriftenwerk|SJW, Zürich, 1960
- Von Zwergen und Wildmannli. SJW, Zürich, 1965
- Rösli von Stechelberg. SJW, Zürich, 1968
- Beatus, ein irischer Glaubensbote. SJW, Zürich, 1968
- Und es ward Licht. Von der Weltschöpfung bis zur Arche Noah. Freies Geistesleben, Stuttgart, 1970

És lőn világosság. A teremtéstől az özönvízig (Ita Wegman Alapítvány, 1997)
- Milon und der Löwe. Freies Geistesleben, Stuttgart, 1972

Milon és az oroszlán (Amigdala Stúdió, 2007)
- Der Sternenreiter. Meier, Schaffhausen, 1976
- Kleine Biene Sonnenstrahl. Freies Geistesleben, Stuttgart, 1978
- Ich will dein Bruder sein. Freies Geistesleben, Stuttgart, 1979

Hadd legyek a testvéred. Tizenkét szent legendája (Öregmalom Kiadó, 2005)
- Puck der Zwerg. Freies Geistesleben, Stuttgart, 1981

Puck, a törpe (Öregmalom Kiadó, 2004)
Puck, a törpe (Csillagfény Kiadó, 2019)
- Der erste Weihnachtsbaum. Erzählungen. Novalis, Freiburg im Breisgau, 1983
- Ziehet hin ins gelobte Land. Freies Geistesleben, Stuttgart, 1983
- Tatatucks Reise. Freies Geistesleben, Stuttgart, 1984
- Geron und Virtus. Novalis, Freiburg im Breisgau, 1985
- Drei Rittergeschichten. Novalis, Freiburg im Breisgau, 1985

Három lovagtörténet (Ita Wegman Alapítvány, é.n.)
- Liputto. Zwergengeschichte. Urachhaus, Stuttgart, 1987
- Louis Braille. Ein blinder Junge erfindet die Blindenschrift. Freies Geistesleben, Stuttgart, 1987

Louis Braille – A vakírás feltalálójának élete (Öregmalom Kiadó, 2008) ISBN 9630650649
- Geschichten vom Schenken und Helfen des Sankt Nikolaus. Freies Geistesleben, Stuttgart, 1989

Szent Miklós (Öregmalom Kiadó, 2004)
Szent Miklós (Csillagfény Kiadó, 2020)
- Miriam zu Betlehem. Freies Geistesleben, Stuttgart, 1989
- Ich will dein Bruder sein. Legende. Freies Geistesleben, Stuttgart, 1989
- Lasst uns den Tempel bauen. Freies Geistesleben, Stuttgart, 1990
- Die Zauberflöte. Freies Geistesleben, Stuttgart, 1991
- Unsichtbare Wächter. Freies Geistesleben, Stuttgart, 1992
- Zwerg Wurzelfein. Urachhaus, Stuttgart, 1992
- Die Geschichte der zwei Jesusknaben. Die Pforte, Basel, 1992
- Im Rosenhaus. Urachhaus, Stuttgart, 1992
- Ajuk und die Eisbären. Freies Geistesleben, Stuttgart, 1993
- Das Osterlamm. Legende. Freies Geistesleben, Stuttgart, 1993
- Nagick, das Eichhörnchen. AT, Aarau, 1993
- Puck und der Regenbogen. Drei Zwerge besuchen das Menschenreich. Freies Geistesleben, Stuttgart, 1996

Puck az emberek birodalmában (Öregmalom Kiadó, 2005)
- Bruder Franz. Das Leben des Francesco von Assisi. Urachhaus, Stuttgart, 1996
- Odilie. Botin des Lichts. Freies Geistesleben, Stuttgart, 1997
- Columban. Ein Kämpfer für das irische Christentum. Urachhaus, Stuttgart, 2002
- Königskind und Hirtenkind. Die Geschichte der beiden Jesusknaben. Urachhaus, Stuttgart, 2003

### Egyéb
- Erziehungskunst und Elternhaus. Die Kommenden, Freiburg im Breisgau, 1954
- Das Märchen im Leben des Kindes. Brügger, Meiringen, 1964
- Waldorfpädagogik in öffentlichen Schulen. Herder, Freiburg im Breisgau, 1976
- Sonne und Kreuz. Irland zwischen Megalithkultur und frühem Christentum. Freies Geistesleben, Stuttgart, 1977
- Vom Werden der Welt. Novalis, Schaffhausen, 1981
- Comics oder Märchen? Gift oder Nahrung für die Seelen unserer Kinder (mit Elisabeth Klein). Verein für ein erweitertes Heilwesen, Bad Liebenzell 2. A. 1984
- Parzival. Der Weg zum heiligen Gral. Die Pforte, Basel, 1997
- Wegspuren. Lyrik. Pforte, Dornach, 2000

## Magyarul
- Kisded Jézus; ford. Nagymányoky Gilbert; Ferences Missziók, Budapest, 1947
- Nevelés, iskola, szülői ház és a Steiner pedagógia; ford. Hendi Ilma; Hendi Ilma, Budapest, 1995
- És lőn világosság. A teremtéstől az özönvízig. Bibliai történetek; átdolg. Jakob Streit, ill. Assja Turgenieff, ford. Wyborny Hanna; Ita Wegman Alapítvány, Budapest, 1997
- Mesékről, legendákról. Jakob Streit budapesti előadásai; Ita Wegman Alapítvány, Budapest, 1998 (Szociálhigiéniai sorozat)
- Három lovagtörténet; ford. Kádas Ágnes, Toll Tünde; Ita Wegman Alapítvány, Budapest, 2000
- Szent Miklós; ford. Petricsák Judit; Öregmalom, Budapest, 2004 / Csillagfény Kiadó, 2020
- Puck, a törpe. Történet a törpék birodalmából; ford. Mirus Katrin, Fazekas Katalin; Öregmalom, Budapest, 2004 / Csillagfény Kiadó, 2019
- Karácsonyi legendák. Jézus születése, gyermekkora és más legendák; ford. Hegedűs Miklós; Nyitott Könyvműhely, Budapest, 2005
- Hadd legyek a testvéred. Tizenkét szent legendája; ford. Buza Sarolta, Petericsák Judit, Székely Anikó; Öregmalom, Budapest, 2005
- Milon és az oroszlán; ford. Székely Anikó; Amigdala Stúdió, Budapest, 2007
- Louis Braille. A vakírás feltalálójának élete; ford. Petricsák Judit; Öregmalom, Budapest, 2008
- A gyermek Jézus legendái; ford. Nagymányoki Gilbert; Ecclesia, Budapest, 2010
- A rózsás ház. Őrangyal-történetek; ford. Petricsák Judit; Weöres Sándor Egyesület, Gödöllő, 2013
- Méheskönyv. Történetek 8-9 éves gyermekek számára; Ita Wegman Alapítvány, Budapest, 2018
- Napsugár, a méhecske. Történetek 8-9 éves gyermekek számára; Ita Wegman Alapítvány, Budapest, 2019
- Tatatukk vándorútja a Kristályhegy felé. Történet törpékről és koboldokról. Hat éves kor felett, felolvasásra; ford. Pályer András; Ita Wegman Alapítvány, Budapest, 2020